# Округ (Сједињене Америчке Државе)
У Сједињеним Државама, округ (енгл. county) је јединица територијалне поделе државе (или савезне територије), којој је обично додељен одређени степен локалне самоуправе. Израз „округ“ се користи у 48 од 50 држава; Луизијана је подељена у парохије а Аљаска је подељена на општине. Влада Сједињених Држава парохије и општине, као и неке независне градове, који нису делови округа посматра као „еквиваленте округа“. Постоји 3.033 организована округа или еквивалента округа у Сједињеним Државама, по подацима из 2007.
Овлашћења округа проистичу из државних закона и у великој мери се разликују.
У неким државама, укључујући Конектикат и Роуд Ајланд,
окрузи представљају географске ентитете, али немају управна овлашћења. На другој крајности, окрузи Мериленда и еквивалент округа Град Балтимор управљају готово свим службама укључујући јавно образовање, мада држава задржава активна надзорна овлашћења над многим од ових услуга.
Просечан број округа по држави је 62. Држава са највише округа је Тексас, са 254, а најмање округа има Делавер, само три. По Попису из 2000. године, просечан број становника округа је око 100.000. Најнасељенији је округ Лос Анђелес у Калифорнији, са процењених 9.880.000 становника (пописна процена из 2009), што га чини насељенијим од свих америчких савезних држава изузев осам најнасељенијих. Округ са најмање становника је Округ Ловинг, Тексас, са 82 становника по попису из 2010.

## Имена округа
Окрузи Сједињених Држава су најчешће добили имена по људима, географским особинама, местима у другим савезним државама или страним земљама, домородачким племенима или животињама. Постоји доста округа чија имена су француског или шпанског порекла.
Окрузи су најчешће добили имена по људима, често државницима или раним досељеницима, по којима је име добило 2.100 од 3.140 округа. Најчешће име округа, које се понавља 31 пут је Округ Вашингтон, по првом председнику Сједињених Држава, Џорџу Вашингтону. Следи Округ Џеферсон по Томасу Џеферсону, који се јавља 27 пута. Најскорији председник САД по коме је назван округ је Ворен Г. Хардинг, што осликава успоравање настајања нових округа од кад су Нови Мексико и Аризона постали државе 1912. године. Најчешћа имена округа која не потичу од председника су Френклин (25), Клеј (18), и Монтгомери (18).
Након људи, најчешћи извор за имена округа су географске особине и локације, а неки окрузи су добили имена и по окрузима у другим савезним државама, или по местима у страним државама као што је Уједињено Краљевство. Најчешће географско име округа је Лејк (језеро). Неки окрузи су добили имена по домородачким племенима или животињама, а доста имена има француско или шпанско порекло, као што је Округ Маркет по француском мисионару оцу Жаку Маркету.

## Број еквивалената округа по држави
У просеку постоји 62,8 округа по држави, а и медијана износи 62 округа по држави (укључујући Дистрикт Колумбију), где Њујорк са 62 округа представља медијану за Сједињене Државе (50% савезних држава има више од 62 и 50% њих има мање од 62 округа). Држава са најмање округа је Делавер (3), мада је Делавер јединствен међу савезним државама по томе што је сваки округ подељен у јединице које се зову „стотинама“ (енгл. hundreds). Држава са највише округа је Тексас, који има 254 округа.
Савезне државе на југу и средњем западу САД начелно имају више округа него савезне државе на западу или североистоку, јер многе североисточне државе немају довољно велику територију да би биле подељене на велики број округа, а многе западне државе нису биле довољно густо насељене у доба када су окрузи настајали.
| Број округа | Савезна држава                      | Приближан просечан број становника по округу |
| ----------- | ----------------------------------- | -------------------------------------------- |
| 254         | Тексас                              | 98.000                                       |
| 159         | Џорџија                             | 62.000                                       |
| 134         | Вирџинија (95 округа и 39 градова), | 59.000                                       |
| 120         | Кентаки                             | 36.000                                       |
| 115         | Мисури (114 округа и један град)    | 52.000                                       |
| 105         | Канзас                              | 27.000                                       |
| 102         | Илиноис                             | 126.000                                      |
| 100         | Северна Каролина                    | 94.000                                       |
| 99          | Ајова                               | 31.000                                       |
| 95          | Тенеси                              | 66.000                                       |
| 93          | Небраска                            | 19.000                                       |
| 92          | Индијана                            | 70.000                                       |
| 88          | Охајо                               | 131.000                                      |
| 87          | Минесота                            | 52.000                                       |
| 83          | Мичиген                             | 120.000                                      |
| 82          | Мисисипи                            | 36.000                                       |
| 77          | Оклахома                            | 48.000                                       |
| 75          | Арканзас                            | 39.000                                       |
| 72          | Висконсин                           | 79.000                                       |
| 67          | Пенсилванија                        | 188.000                                      |
| 67          | Флорида                             | 277.000                                      |
| 67          | Алабама                             | 70.000                                       |
| 66          | Јужна Дакота                        | 12.000                                       |
| 64          | Луизијана (парохије)                | 70.000                                       |
| 64          | Колорадо                            | 79.000                                       |
| 62          | Њујорк                              | 315.000                                      |
| 58          | Калифорнија                         | 637.000                                      |
| 56          | Монтана                             | 17.000                                       |
| 55          | Западна Вирџинија                   | 33.000                                       |
| 53          | Северна Дакота                      | 12.000                                       |
| 46          | Јужна Каролина                      | 99.000                                       |
| 44          | Ајдахо                              | 35.000                                       |
| 39          | Вашингтон                           | 171.000                                      |
| 36          | Орегон                              | 98.000                                       |
| 33          | Нови Мексико                        | 61.000                                       |
| 29          | Јута                                | 96.000                                       |
| 24          | Мериленд (23 округа и један град)   | 237.000                                      |
| 23          | Вајоминг                            | 24.000                                       |
| 21          | Њу Џерзи                            | 415.000                                      |
| 18          | Аљаска (општине)                    | 34.000                                       |
| 17          | Невада (16 округа и један град)     | 155.000                                      |
| 16          | Мејн                                | 82.000                                       |
| 15          | Аризона                             | 440.000                                      |
| 14          | Вермонт                             | 44.000                                       |
| 14          | Масачусетс                          | 471.000                                      |
| 10          | Њу Хемпшир                          | 132.000                                      |
| 8           | Конектикат                          | 440.000                                      |
| 5           | Роуд Ајланд                         | 211.000                                      |
| 5           | Хаваји                              | 259.000                                      |
| 3           | Делавер                             | 295.000                                      |
| 1           | Дистрикт Колумбија                  | 600.000                                      |

Извор: